# Якх
Якх (на гръцки: Ἴακχος) е в древногръцката митология почитан бог в Елевзинските мистерии.  Той е епитет на Дионис.
Изображението му е пазено в храм на Деметра при Помпеион до Свещената порта на Атина. 
Участниците в култовата процесия тръгвали от Атина към Елевзин начело с неговото изображение  и надавали ритуалните викове (ἰαχή, „Якхе!“). 
Смятан е според някои изследователи за син на Зевс и Деметра.
В „Деянията на Дионис“ (Διονυσιακά) поетът Нон от Панополис пише, че Иакхос е син на Дионис от отвлечената и изнасилената от него ловджийка Авра, която родила близнаци. Авра убила единия от близнаците, а другият е спасен от Артемида и занесен в Елевзин, където Менадите го приемат и той става бог на мистериите – Иакхос или Дионисий. 